# RANSAC
RANSAC (абр. RANdom SAmple Consensus) це ітеративний метод, що використовується для оцінки параметрів математичної моделі для набору спостережуваних даних, які містять викиди.
Це недетермінований алгоритм, в тому сенсі, що він знаходить прийнятне рішення тільки з певною імовірністю, імовірність зростає відповідно до зростання кількості ітерацій.
Алгоритм вперше був опублікований Fischler і Bolles в SRI International в 1981. Вони використовували алгоритм в задачах визначення положення (англ. Location Determination Problem, LDP), де головна задача — визначити положення точок у просторі, знаючи їхні проєкції на площину зображення.
Алгоритм ґрунтується на припущенні, вихідні дані складаються з викидів і не-викидів. Не-викиди задовольняють математичну модель з певним набором параметрів, тоді як викиди є результатом шумів, і не задовольняють моделі. RANSAC також припускає, що існує процедура, яка по невеликому набору не-викидів може оцінити параметри моделі, що оптимально відповідає вхідним даним.

## Приклад
Простим прикладом є знаходження лінії по набору точок для двовимірного випадку. Припускаючи, що набір даних складається з не-викидів — тобто точок, які приблизно можуть бути наближені прямою, і викидів — точок, що не можуть бути наближені прямою.
Якщо використовувати звичайний метод найменших квадратів якість наближення буде поганою. Причиною цьому є те, що метод буде намагатися підібрати коефіцієнти так, щоб задовольнити всім точкам включно з викидами. RANSAC з іншого боку, у випадку, якщо імовірність вибрати з набору даних тільки не-викиди достатньо висока, може створити модель, яка буде обчислена тільки на не-викидах.

Набір даних з великою кількістю викидів.
Лінія знайдена за допомогою алгоритму RANSAC; викиди не вплинули на результат.

## Опис алгоритму
1. Вибрати випадкову підмножину з вхідних даних. Назвемо її потенційні не-викиди.
2. Підібрати параметри моделі для набору потенційних не-викидів.
3. Всі інші точки перевіряються на приналежність до прямої. Точки які з деякою точністю належать до прямої назвемо набором погоджених точок.
4. Модель вважається достатньо вдалою, якщо достатньо великий відсоток точок належить до набору погоджених точок.
5. Далі модель може бути уточнена використовуючи всі точки з набору погоджених точок.

Ця операція проводиться певну кількість разів, як результат обираємо модель з найбільшим набором погоджених точок.

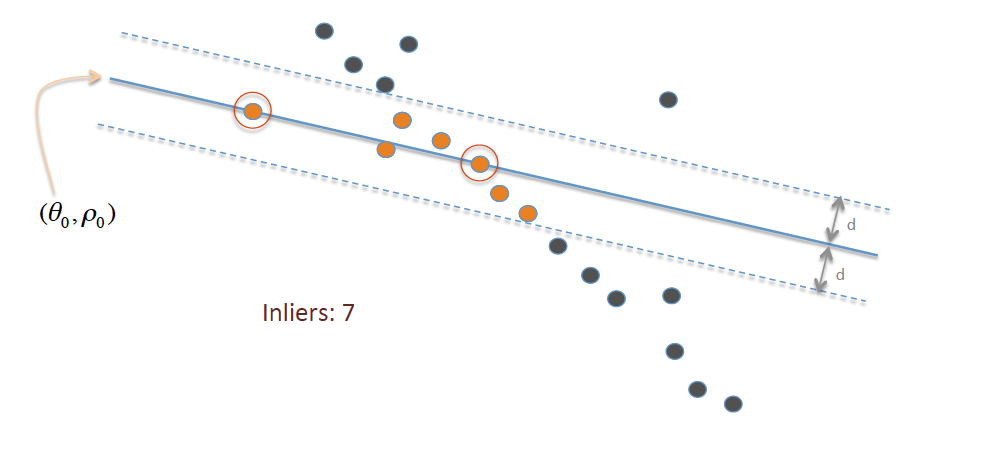
RANSAC: викиди і не-викиди.

## Реалізація у Matlab
Реалізація у Matlab для знаходженні лінії у 2D за допомогою алгоритму RANSAC:
```
 
function
 
[bestParameter1,bestParameter2]
 
=
 
ransac_demo
(
data,num,iter,threshDist,inlierRatio
)

 
% data: a 2xn dataset with #n data points

 
% num: the minimum number of points. For line fitting problem, num=2

 
% iter: the number of iterations

 
% threshDist: the threshold of the distances between points and the fitting line

 
% inlierRatio: the threshold of the numer of inliers 

 

 
%% Plot the data points

 
figure
;
plot
(
data
(
1
,:),
data
(
2
,:),
'o'
);
hold
 
on
;

 
number
 
=
 
size
(
data
,
2
);
 
% Total number of points

 
bestInNum
 
=
 
0
;
 
% Best fitting line with largest number of inliers

 
bestParameter1
=
0
;
bestParameter2
=
0
;
 
% parameters for best fitting line

 
for
 
i
=
1
:
iter

 
%% Randomly select 2 points

     
idx
 
=
 
randperm
(
number
,
num
);
 
sample
 
=
 
data
(:,
idx
);
   

 
%% Compute the distances between all points with the fitting line 

     
kLine
 
=
 
sample
(:,
2
)
-
sample
(:,
1
);

     
kLineNorm
 
=
 
kLine
/
norm
(
kLine
);

     
normVector
 
=
 
[
-
kLineNorm
(
2
),
kLineNorm
(
1
)];

     
distance
 
=
 
normVector
*
(
data
 
-
 
repmat
(
sample
(:,
1
),
1
,
number
));

 
%% Compute the inliers with distances smaller than the threshold

     
inlierIdx
 
=
 
find
(
abs
(
distance
)
<=
threshDist
);

     
inlierNum
 
=
 
length
(
inlierIdx
);

 
%% Update the number of inliers and fitting model if better model is found     

     
if
 
inlierNum
>=
round
(
inlierRatio
*
number
)
 
&&
 
inlierNum
>
bestInNum

         
bestInNum
 
=
 
inlierNum
;

         
parameter1
 
=
 
(
sample
(
2
,
2
)
-
sample
(
2
,
1
))
/
(
sample
(
1
,
2
)
-
sample
(
1
,
1
));

         
parameter2
 
=
 
sample
(
2
,
1
)
-
parameter1
*
sample
(
1
,
1
);

         
bestParameter1
=
parameter1
;
 
bestParameter2
=
parameter2
;

     
end

 
end

 

 
%% Plot the best fitting line

 
xAxis
 
=
 
-
number
/
2
:
number
/
2
;
 

 
yAxis
 
=
 
bestParameter1
*
xAxis
 
+
 
bestParameter2
;

 
plot
(
xAxis
,
yAxis
,
'r-'
,
'LineWidth'
,
2
);

```